# Коммунальный мост (Красноярск)

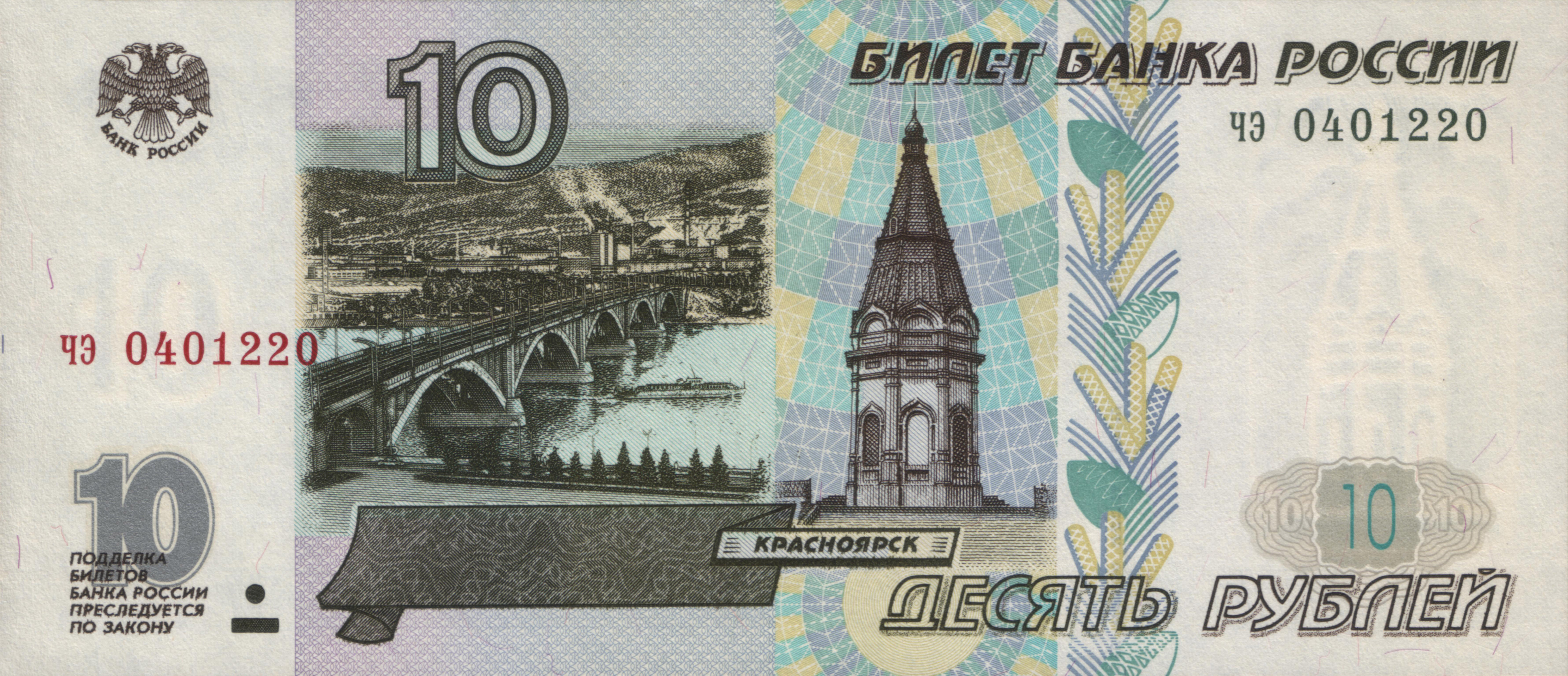
Лицевая сторона десятирублёвой банкноты с изображением Коммунального моста и часовни Параскевы Пятницы

Коммуна́льный мост — автодорожный железобетонный арочный мост через реку Енисей в Красноярске. Соединяет Центральный и Свердловский районы города.

## История
18 января 1940 года исполком Красноярского краевого совета принял решение о строительстве моста через Енисей в створе улицы Вейнбаума или улицы Сурикова. Проект моста был разработан доктором архитектуры, профессором, действительным членом Академии архитектуры СССР Александром Дмитриевым. Начало войны значительнейшим образом скорректировало планы: сооружение грандиозного моста началось только в 1956 году. Проект моста разработал московский институт «Гипрокоммундортранс» в 1955 году.
Строительство велось перебазированным в Красноярск мостостроительным отрядом № 7.
Опоры моста построены в 1956—1957 годах на кессонах без выморозки шахт. Изготовлен из сборного железобетона. Состоит из двух мостов длиной 940 и 410 метров, разделённых специальной дамбой через остров Отдыха. Ширина моста между перилами 24,1 метра, высота 27 метров. Общая длина мостового перехода с подходами и дамбой 2300 метров — через основное русло пять арочных сводов длиной 158 метров каждый, дамба длиной в 630 метров и высотой 24 метра со съездами по обеим сторонам моста и шесть арочных сводов через Абаканскую протоку 51 метр каждый.
Главной особенностью строительства Коммунального моста стала установка полуарок (в количестве двадцати штук весом 1560 тонн) с помощью плавсистем — плавучих опор и их буксировки с помощью теплоходов к месту монтажа. 17 октября 1961 года после испытания на прочность мост был принят в эксплуатацию с оценкой «отлично». Акт о приёмке в эксплуатацию был подписан 15 ноября 1961 год, хотя движение на мосту было открыто 17 октября 1961 года.
Красноярский коммунальный мост стал украшением города и прославился на весь мир как великолепный образец так называемого позднего сталинского ампира.
По словам профессора архитектуры Александра Слабухи, «красноярский мост выделяется среди других подобных сооружений своей тектонической стройностью. При отдалённом восприятии мы видим лёгкие конструкции. Но как только оказываемся рядом с мостом, мы ощущаем всю мощь его устоев». А вот в современной, постмодернистской архитектуре нередко отмечается разрыв между функцией и эстетикой…
По мнению специалистов, этот мост как бы соединил не только два берега, но и две эпохи в архитектуре. Спроектированный ещё в духе сталинского ампира, он строился уже позднее, на заре эпохи модернизма. Поэтому в нём органично переплелись классика и новые архитектурные идеи.
Его проектировщики П. А. Егоров и К. К. Ивашова и строители Н. А. Богдзель, И. П. Калинников и А. И. Бахтин были удостоены Ленинской премии за разработку и использование технологии сооружения и замыкания арок моста без подстраховочных опор, что в те годы являлось передовым словом в мировом мостостроении.
На момент постройки Коммунальный мост являлся самым длинным автомобильным мостом в Азии.
Мост через Енисей относится к числу уникальных в практике советского и зарубежного мостостроения. Так, он внесён в справочник ЮНЕСКО «Мостостроение мира» за уникальность технологии монтажа железобетонных полуарок весом 1560 тонн и замыкание сводов на плаву в пролёте.
До ввода в эксплуатацию Коммунального моста переправа через Енисей в черте Красноярска осуществлялась по разводному понтонному мосту (с 1939 года); ещё ранее использовались наплавной мост (плашкоут), паромная и лодочная переправы и по железнодорожным мостам.
При постройке полусводы арок подвозили на разных баржах и ледоколах. Управлял эти этапом опытнейший капитан торговых судов Михаил Чечкин.
В настоящее время мост ограничен площадями: Предмостной — на правом берегу Енисея и Театральной — на левом берегу.
После более чем тридцати лет эксплуатации проходящая по центру моста трамвайная линия была демонтирована. В настоящее время по мосту проходит шесть полос движения.
Кадры с Коммунальным мостом (как и некоторыми другими местами в Красноярске) есть в советском художественном фильме «Алый камень» (Киностудия им. Горького, 1986 год).
Летом 2017 года проводился капитальный ремонт моста на участке от Предмостной площади до острова Отдыха (над Абаканской протокой). 
В августе 2018 года Коммунальный мост приобрёл архитектурную подсветку; работы по её установке были проведены при поддержке ПАО "ГМК «Норильский никель».
Весной 2023 года на Коммунальном мосту вновь были проведены ремонтные работы: полностью заменено асфальтовое покрытие и отремонтированы деформационные швы.

## Галерея

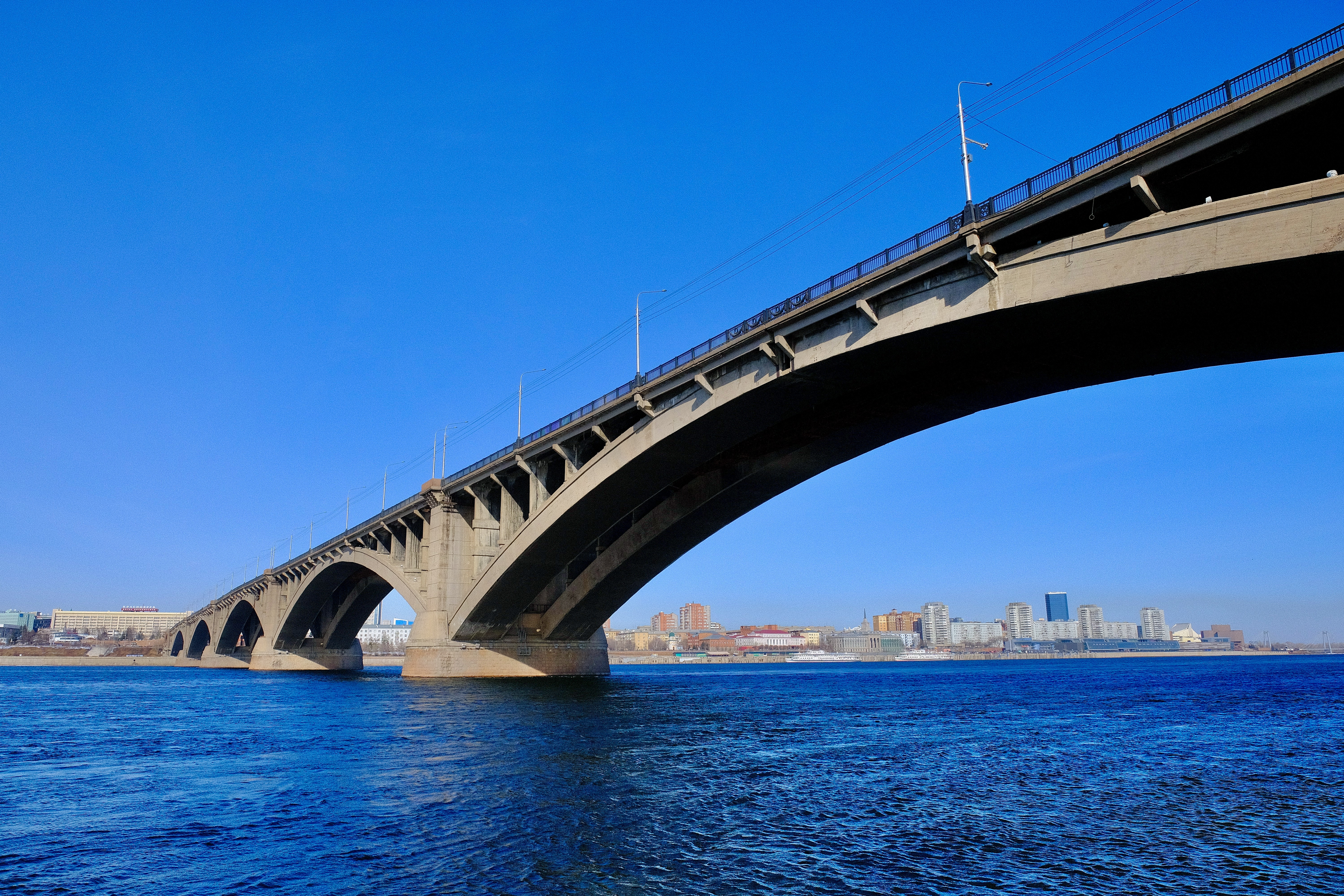
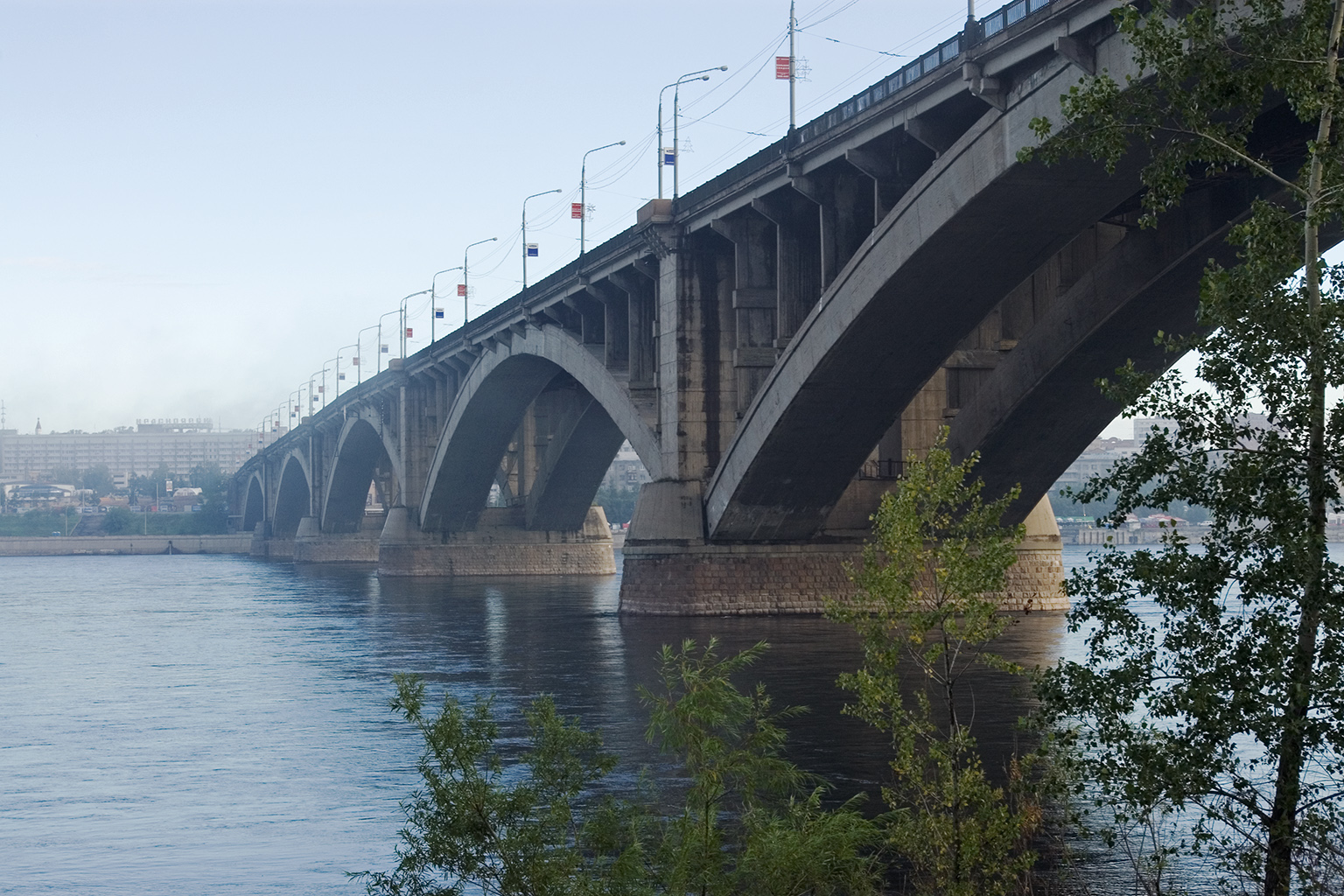
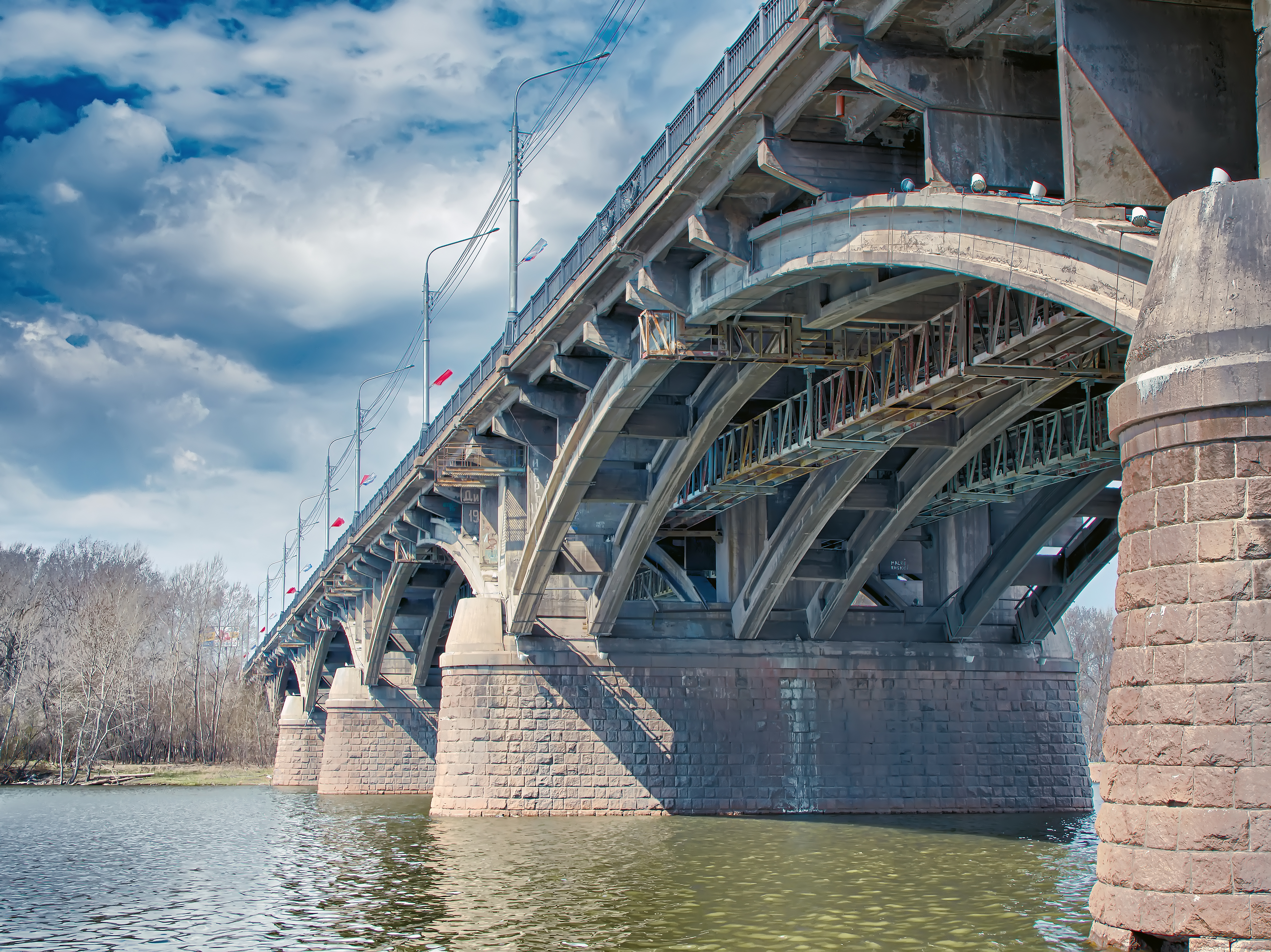
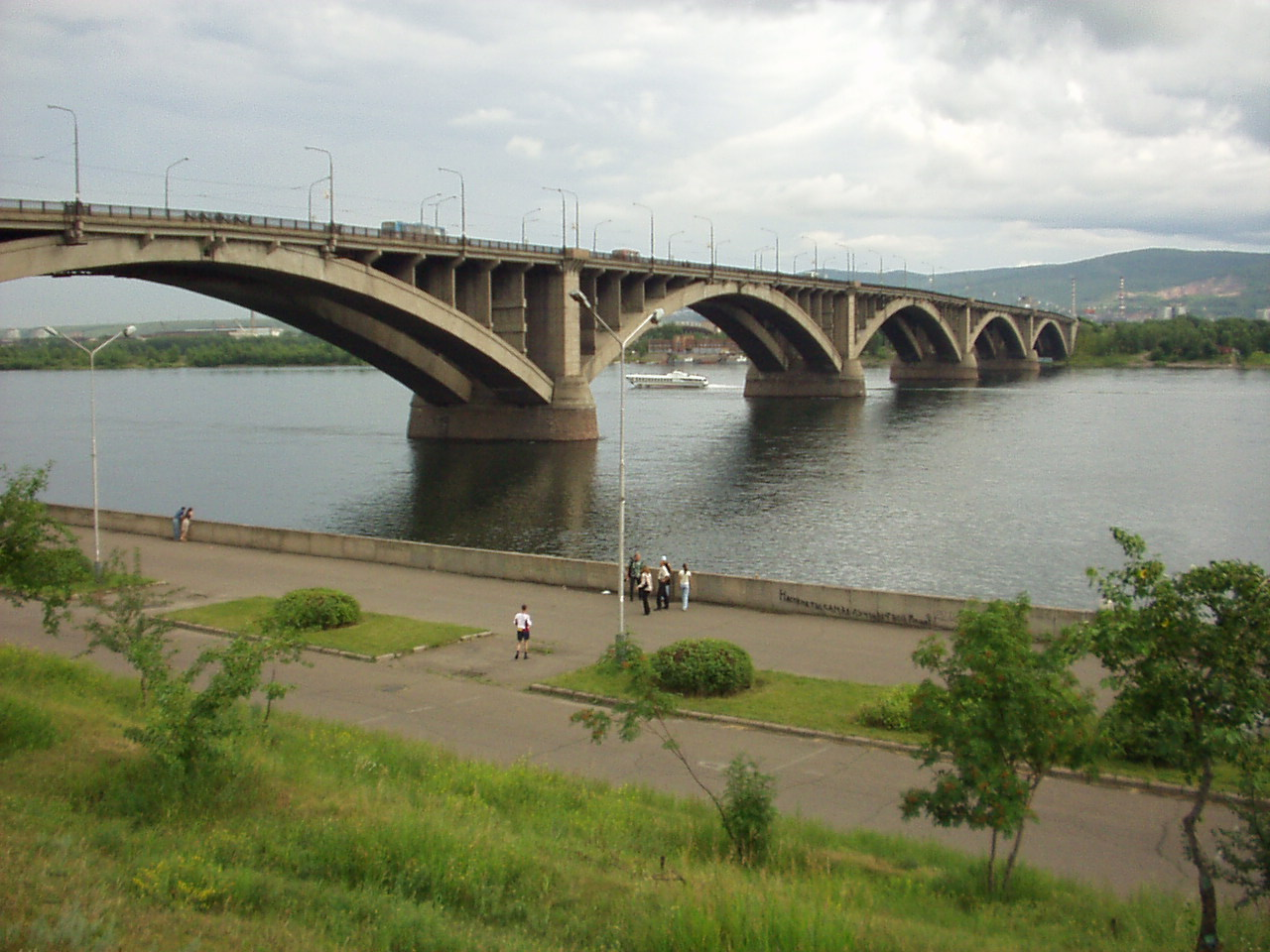
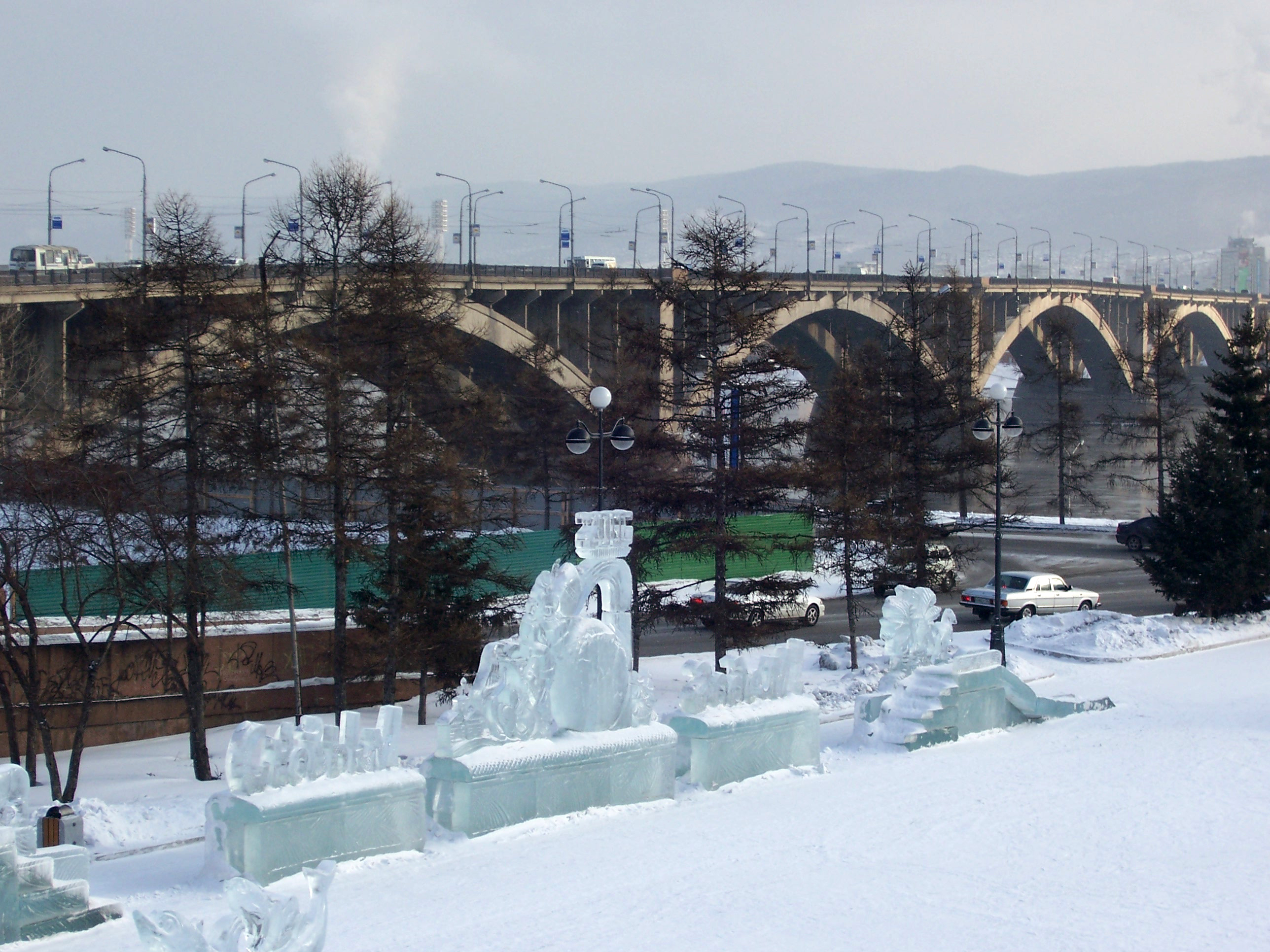
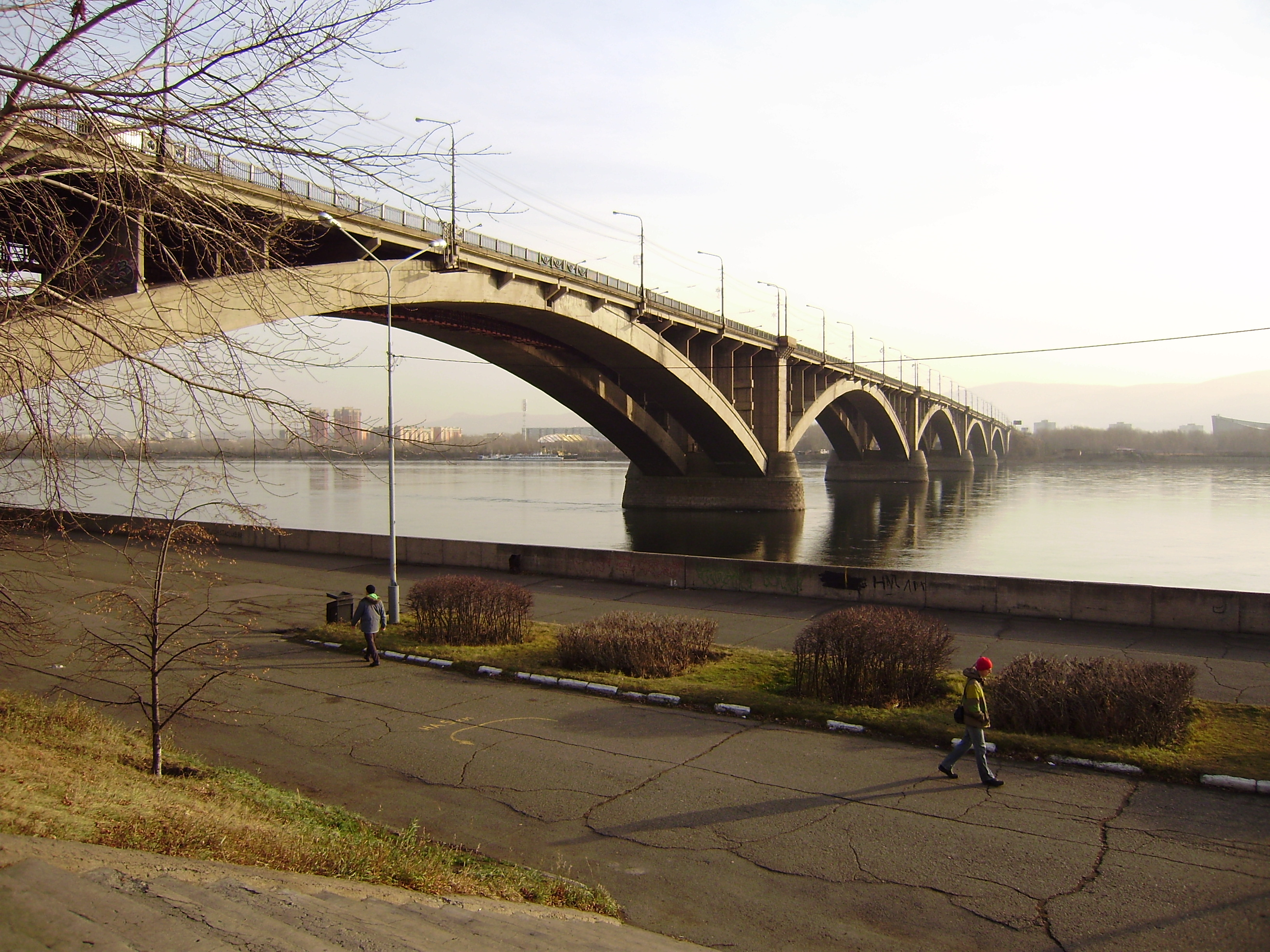
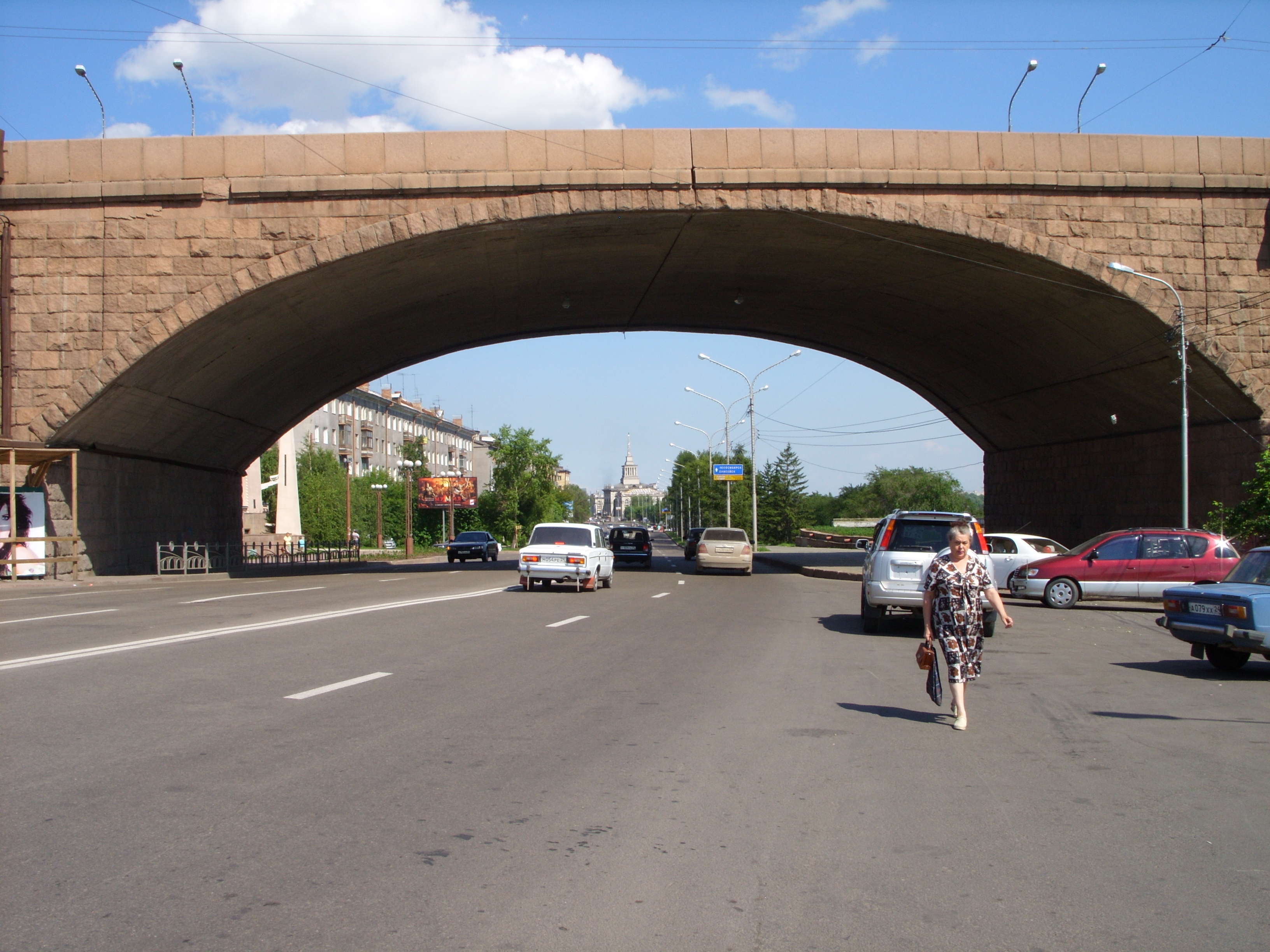
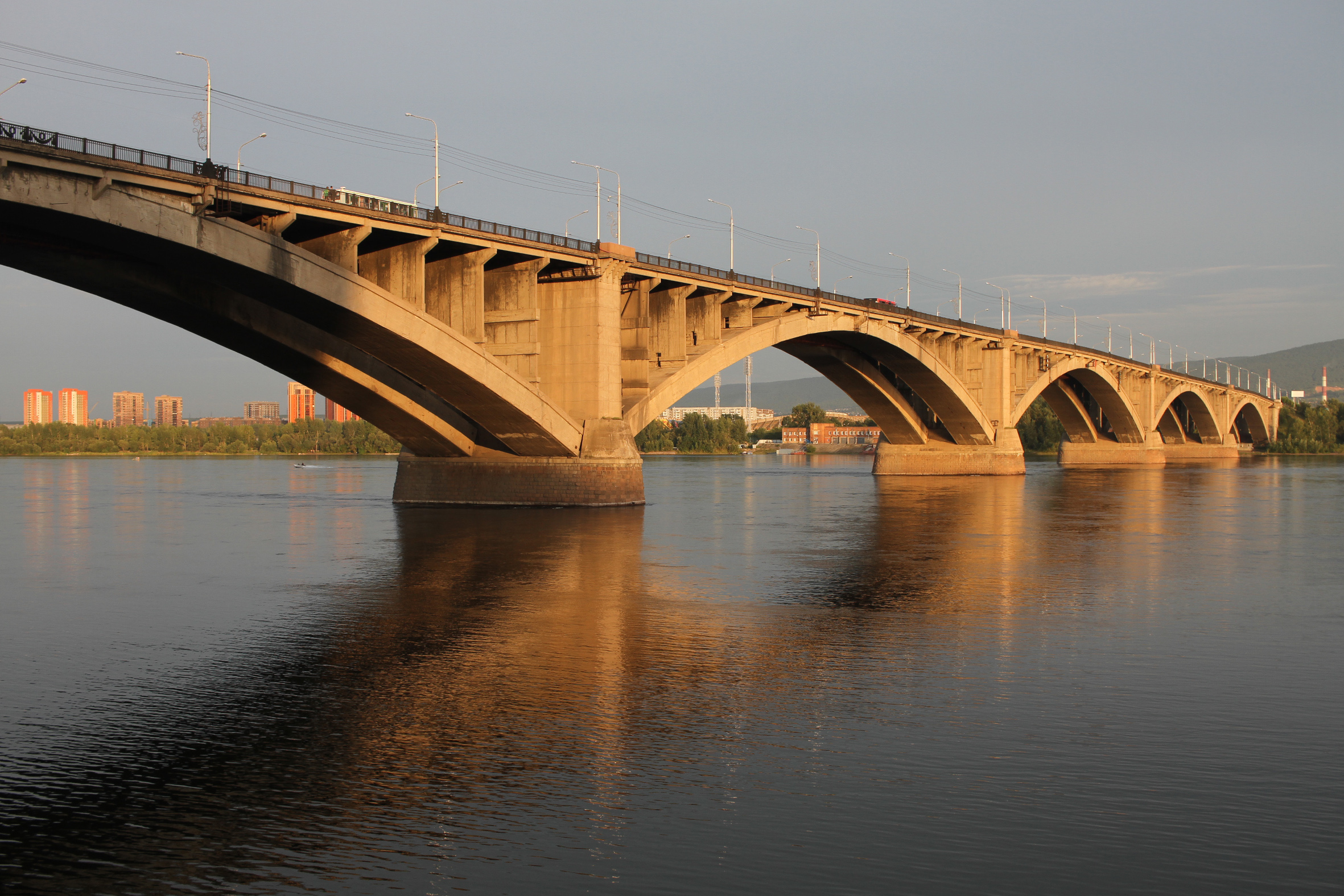
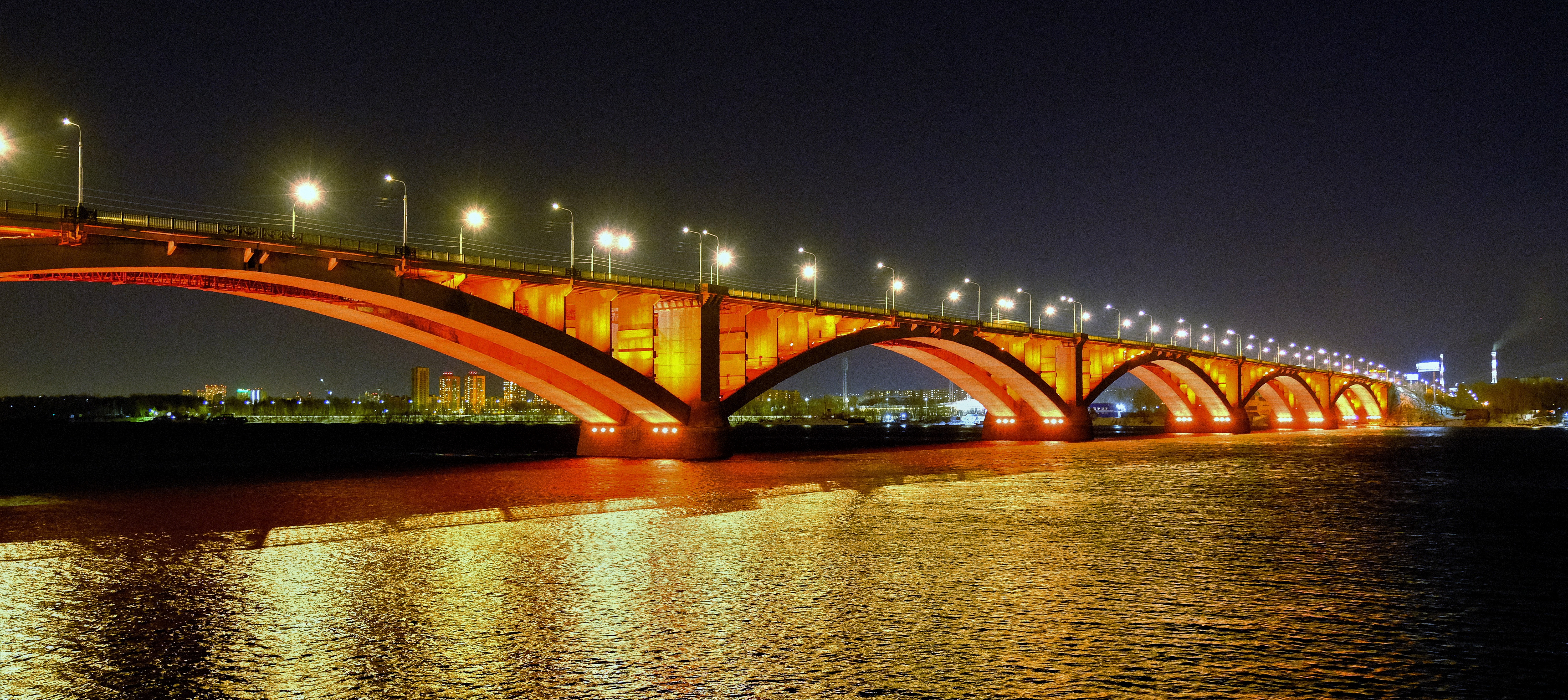